# 嶺南琴派
嶺南派是古琴琴派的一支，發源並主要存在于嶺南地區。而現在其已經被被列入第二批广东省非物质文化遗产、第二批国家级非物质文化遗产名录，此外也是廣州和東莞等城市的市級文化遺產。在第二批国家级代表性传承人中，謝導秀為岭南古琴代表。
其创始人是清朝道光年间广东新会古琴演奏家黄景星（字煟南，?-1842年），1836年寫成《悟雪山房琴谱》，收錄五十首古琴曲，部分出自《古冈遗谱》。代表曲目有《碧涧流泉》等。 1980年10月广东古琴研究会成立之時，擔任會長的杨新伦即是嶺南派演奏家。